# Diana la cazadora
Diana la cazadora o Pena de muerte al amor es un sainete musical de los hermanos Álvarez Quintero, con música de María Rodrigo, estrenado en 1915.

## Argumento
Diana, una viuda que ya ha llorado tres maridos llega a un pequeño pueblo en busca del cuarto. Seduce a un joven galán sin dinero ni experiencia, provocando de ese modo, los celos del acaudalado ganadero del pueblo. Finalmente, es este quien consigue llevar a la viuda al altar, cumpliéndose así el verdadero objetivo de ella, pues el juego con el muchacho no era sino una trampa astutamente meditada.

## Estreno
- Teatro Apolo, Madrid, 19 de noviembre de 1915.[1]
  - Intérpretes: Diana (Victoria Argota), Amalita (Consuelo Mayendía), Doña Tula (Elisa Moren), Varias muchachas (Pilar Perales, Francisca Nava, Paula Cortés, María Gavilán), Don Pepe Alcolea (José Moncayo), Dieguito Florido (Casimiro Ortas), Lucas (Pablo Gorgé), El Marqués de la Espuela de Galán (Vicente García Valero), Juan Corrales (Carlos Román), Rebolledo (Cristóbal S. del Pino), José María (Luis Fischer), Rinconera (Robustiano Ibarrola).